# Kat
Kat (amharsko ጫት, latinizirano: ch’at; oromsko Jimaa, somalsko qaad, khaad, khat, arabsko القات, latinizirano: al-qāt) je cvetoča rastlina, ki izvira iz vzhodne in južne Afrike. Kat vsebuje alkaloid katinon, stimulans, ki naj bi povzročal razburjenje, izgubo apetita in evforijo. Med skupnostmi z območij, kjer je rastlina domača, ima žvečenje kata zgodovino kot družbeni običaj, ki sega več tisoč let nazaj, podobno kot uporaba kokinih listov v Južni Ameriki in betelov oreh v Aziji.
Svetovna zdravstvena organizacija (WHO) ga je leta 1980 razvrstila kot zlorabo drog, ki lahko povzroči psihološko odvisnost, čeprav WHO ne meni, da je zasvojenost s kata resen problem.
Zakonitost kata se razlikuje glede na regijo. V mnogih državah kat morda ni posebej nadzorovana snov, vendar je lahko kljub temu nezakonit v skladu s splošnimi zakoni. To je posebej nadzorovana snov v nekaterih državah, vključno s Kanado, Nemčijo, Združenim kraljestvom in Združenimi državami. Nasprotno pa so proizvodnja, prodaja in poraba zakoniti v državah, kjer je uporaba tradicionalna v teh kulturah, vključno z Džibutijem, Kenijo, Ugando, Etiopijo, Somalijo, Sudanom in Jemnom. V Izraelu, kjer živi populacija jemenskih Judov, je dovoljeno le uživanje listov rastline v naravnem stanju.

## Terminologija
Rodovno ime Catha je latinizacija arabskega imena قات, ki se redno romanizira kot qāt. Druge romanizacije vključujejo kat, quatt, qaad, qhat, ghat in chat.
Rastlina khat je znana pod različnimi imeni, kot so qat in gat v Jemnu, qaat in jaad v Somaliji ter chat v Etiopiji. Znan je tudi kot jimaa v oromskem jeziku, mayirungi v Lugandi in kot miraa v Keniji. Na območju afriških Velikih jezer, kjer Catha edulis na nekaterih območjih gojijo, je znana kot miraa, muhulo in muirungi.
Ima tudi različna opisna imena, kot so abesinski čaj, somalijski čaj, miraa, arabski čaj, jimaa in kafta v endemičnih regijah Afriškega roga in Arabskega polotoka. V Južni Afriki je rastlina znana kot bušmanski čaj. Rastlina je znana tudi kot rajska roža.

## Opis
Kat je počasi rastoči grm ali drevo, ki običajno doseže višino 1–5 metrov. Vendar pa lahko na ekvatorialnih območjih doseže višino do 10 m. Rastlina običajno raste v sušnih okoljih, pri temperaturnem razponu 5–35 stopinj Celzija. Ima zimzelene liste, ki so dolgi 5–10 centimetrov in široki 1–4 cm.
Traja sedem do osem let, da rastlina kata doseže svojo polno višino. Razen dostopa do sonca in vode, kat zahteva malo vzdrževanja. Podtalnico pogosto črpajo iz globokih vodnjakov z dizelskimi motorji za namakanje pridelkov ali jo pripeljejo tovornjaki z vodo. Rastline obilno zalivajo približno en mesec pred obiranjem, da postanejo listi in stebla mehki in vlažni. Dobro rastlino kata je mogoče pobrati štirikrat na leto, kar kmetu zagotavlja celoletni vir dohodka.
Cvetovi grma rastejo na kratkih aksilarnih cimih, ki so dolgi 4–8 cm. Vsak cvet je majhen, s petimi belimi cvetnimi listi.
Plod samare je podolgovata kapsula s tremi zaklopi, ki vsebuje eno do tri semena.

## Gojenje in uporaba
Kat že stoletja gojijo za uporabo kot poživilo na Afriškem rogu in na Arabskem polotoku. Tam žvečenje kata obstaja pred uporabo kave in se uporablja v podobnem družbenem kontekstu. Njegove sveže liste in vršičke žvečijo ali redkeje posušijo in uživajo kot čaj, da dosežemo stanje evforije in stimulacije. Liste ali mehki del stebla lahko za lažje žvečenje žvečijo bodisi z žvečilnim gumijem bodisi z ocvrtimi arašidi.
V Ugandi se goji v osrednji regiji, zlasti v Kasengeju (Vakiso), okrožju Butambala, gozdu Mabira in v nekaterih delih zahodne regije države. V Keniji ga gojijo v okrožju Meru.
Čeprav je praksa žvečenja kata še vedno primarno omejena na prvotno območje gojenja na območju Rdečega morja, je rastlina z leti našla pot v južno Afriko in tropska območja, kjer raste na skalnatih izdankih in v gozdovih. Grm je danes raztresen v provincah KvaZulu-Natal, Eastern Cape, Western Cape in Mpumalanga v Južni Afriki, poleg Esvatinija in Mozambika. V zadnjih letih pa so izboljšane ceste, terenska motorna vozila in zračni promet povečali globalno distribucijo tega pokvarljivega blaga, zaradi česar so o obratu poročali v Angliji, Walesu, Rimu, Amsterdamu, Kanadi in Izraelu, Avstraliji, Novi Zelandiji in Združenih državah Amerike. V ZDA sveže pakirane liste kata prodajajo na trgih New Yorka, Los Angelesa, Bostona in Dallasa, kjer je povpraševanje največje.
Tradicionalno se kat uporablja kot sredstvo za druženje, kot v Jemnu, kjer je žvečenje kata pretežno moška navada. Kat je v Jemnu tako priljubljen, da njegovo gojenje porabi veliko kmetijskih virov v državi. Ocenjuje se, da je 40 % oskrbe z vodo v Jemnu namenjeno namakanju, pri čemer se proizvodnja vsako leto poveča za približno 10 % do 15 %. Za proizvodnjo ene »dnevne vrečke« kata je potrebnih približno 500 litrov vode. Poraba vode je visoka in ravni podzemne vode v porečju Sane se zmanjšujejo, zato so vladni uradniki predlagali preselitev velikega dela prebivalstva Sane na obalo Rdečega morja.
Eden od razlogov za razširjeno gojenje kata v Jemnu je visok dohodek, ki ga prinaša kmetom. Nekatere študije iz leta 2001 so ocenile, da je dohodek od pridelave kata približno 2,5 milijona jemenskih rialov na hektar, medtem ko je sadje prineslo le 0,57 milijona rialov na hektar. Ocenjuje se, da je med letoma 1970 in 2000 površina, na kateri so gojili kat, narasla z 8000 na 103.000 hektarjev. Leta 2000 je po oceni Svetovne banke kat predstavljal 30 % jemenskega gospodarstva.
V državah zunaj osrednjega območja rasti in potrošnje kat včasih žvečijo na zabavah ali družabnih dogodkih. Uporabljajo ga lahko tudi kmetje in delavci za zmanjšanje fizične utrujenosti ali lakote ter vozniki in študenti za izboljšanje pozornosti.
Nedavno, leta 2019, poročila kažejo, da so otroci vojaki v Jemnu žvečili kat, da bi ostali pozorni na bojišču.